# Promontorium Archerusia
Das Promontorium Archerusia (lateinisch für Kap Archerusia) ist auf dem Mond der Ausläufer des Gebirges der Montes Haemus an der Grenze zwischen Mare Serenitatis und Mare Tranquillitatis, nordwestlich des Kraters Plinius.
Der von Johannes Hevelius eingeführte Name ist eine Fehlschreibung von Acherusia (altgriechisch Ἀχερουσία), in der antiken Geographie ein Kap in Paphlagonien am Schwarzen Meer, heute Baba Burun („Kap Baba“) bei Karadeniz Ereğli in der Türkei.